# Andrea Farkas
Andrea Farkas, född 1 september 1969 i Budapest, är en ungersk tidigare handbollsmålvakt.
Hon var med och tog OS-brons 1996 i Atlanta. och OS-silver 2000 i Sydney.